# NGC 2918
NGC 2918 ist eine Elliptische Galaxie vom Hubble-Typ E3 im Sternbild Löwe nördlich der Ekliptik. Sie ist schätzungsweise 304 Millionen Lichtjahre von der Milchstraße entfernt und hat einen Durchmesser von etwa 125.000 Lichtjahren. 
Das Objekt wurde am 13. März 1785 von Wilhelm Herschel entdeckt.